# Conocybe macrocephala
Conocybe macrocephala är en svampart som beskrevs av Kühner ex Singer 1959. Conocybe macrocephala ingår i släktet Conocybe och familjen Bolbitiaceae.  Arten är reproducerande i Sverige. Inga underarter finns listade i Catalogue of Life.